# 장칭리
장칭리(중국어 간체자: 张庆黎, 정체자: 張慶黎, 병음: Zhāng Qìnglí, 1951년 1월 ~ )는 중화인민공화국의 정치인이다. 티베트 자치구 당 위원회 서기와 허베이성 중국 공산당 당위원회 서기를 지냈다.

## 생애
산둥성 둥핑현 출신이다. 1971년 둥핑현 비료 공장에 입사하여 작업장 주임을 거쳐 당지부 서기와 공장위원회 부서기 등을 지냈다. 1973년 중국 공산당에 입당했으며 1976년 중국공산당 둥핑현 위원회에 들어가 현위원회 상임위원 겸 업무교환실 부주임 등을 지냈다. 이후 중국공산당 둥핑현 당위원회 부서기로 승진했다. 1978년 6월부터 1979년 1월까지 공청단에 파견되었고 이는 장칭리의 경력에서 일종의 전환점이 되었다. 1979년 공청단 중앙위원회에 정식으로 들어가 1983년까지 공청당 중앙위원회 공농청년부  부처장과 처장을 역임했다. 1980년 8월부터 1981년 2월까지 베이징농업대학을 다녔으며 1983년부터 1985년까지는 중국공산당 중앙당교에서 공부를 했다.
1986년 장칭리는 산둥성으로 옮겨 둥잉시 부시장 겸 시정부 비서장을 거쳐 1988년 둥잉시 시당위원회 부서기 겸 부시장을 역임했다. 1995년 타이안시 시위원회 서기를 지냈고 1997년 타이안시 인민대표대회 상무위원회 주임을 맡았다. 그 사이 1995년부터 1997년까지 산둥성 당위원회 당학교에서 경제관리학을 공부했다. 1997년부터 1998년까지 산둥성 선전부 상무 부부장을 지냈고 1998년 중국공산당 산둥성 위원회 상무 부비서장을 역임했다. 1998년 8월 중국공산당 간쑤성 성위원회 상무위원과 선전부 부장을 거쳐 반년 후 중국공산당 간쑤성 성위원회 상무위원과 란저우시 시위원회 서기로 승진했다. 1999년 중국공산당 신장 위구르 자치구 당위원회 상무위원과 신장생산건설병단 사령원에 임명되었고 2005년 1월 신장 위구르 자치구 인민정부 부주석에 올랐다. 같은 기간 스허즈대학에서 농업경제학 박사 과정을 공부했고, 2002년부터 2005년까지 중국공산당 중앙당교 간부 교육 과정을 통해 정치학 석사 학위를 취득했다. 2005년 3월 신장생산건설병단 사령원 자리에서 물러났다.
2005년 11월 뇌일혈로 쓰러져 베이징으로 옮겨진 양촨탕 대신에 중국공산당 티베트 자치구 당위원회 서기대리로 임명되었다. 2006년 5월 티베트 자치구 당위원회 서기로 정식 임명되었다. 2011년 8월, 허베이성 당위원회 서기로 자리를 옮겨고 2012년 1월 허베이성 인민대표대회 상무위원회 주임도 겸임했다. 2013년 3월 제12기 전국정협 부주석 셤 비서장에 임명되었고 2018년 1월 제13기 전국정협 위원으로 선출되었다. 같은해 3월에는 제13기 전국정협 부주석으로 선출되었다.